# Matelea brevicoronata
Matelea brevicoronata är en oleanderväxtart som först beskrevs av B. L. Robinson, och fick sitt nu gällande namn av R. E.Woodson. Matelea brevicoronata ingår i släktet Matelea och familjen oleanderväxter. Inga underarter finns listade i Catalogue of Life.